# 市政廳 (布里斯托)

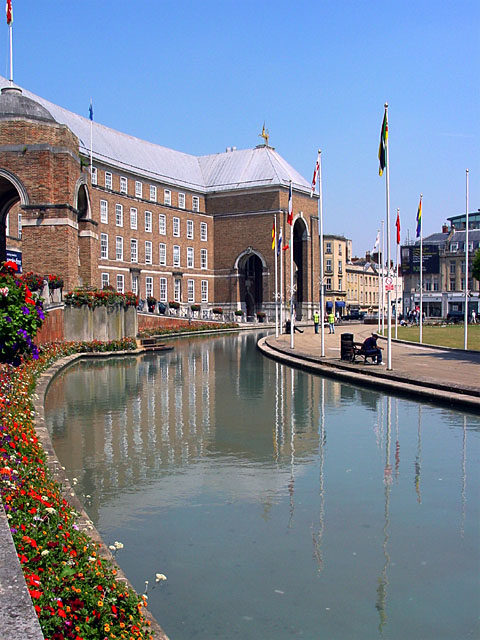
布里斯托市政廳

市政廳（City Hall）是英國西南英格蘭城市布里斯托的一座建築，也是當地的地方政府中心。這座建築位於學院綠地，布里斯托座堂的對面。布里斯托市政廳設計於1930年代，修建於第二次世界大戰之後。市政廳的設計者是Vincent Harris。布里斯托市政廳是II級登錄建築。